# بتمن و رابین (بازی ویدئویی)
بتمن و رابین ( به انگلیسی Batman & Robin ) عنوان یک بازی ویدئویی از سری بازی بتمن که براساس فیلمی به همین نام ساخته شده و برای کنسول پلی استیشن در سال ۱۹۹۸ میلادی عرضه گشته است .